# Francis Creek, Wisconsin
Francis Creek là một làng thuộc quận Manitowoc, tiểu bang Wisconsin, Hoa Kỳ. Năm 2006, dân số của làng này là 681 người.